# She Drives Me Crazy
She Drives Me Crazy ist ein Lied von den Fine Young Cannibals aus dem Jahr 1988, das von Roland Gift und David Steele geschrieben wurde. Es erschien auf dem Album The Raw & the Cooked.

## Geschichte
Die Drums mit einer kleinen Trommel im Song entstanden durch getrennte Aufnahmen der Drumrhythmen. Ein Lautsprecher wurde oberhalb der kleinen Trommel und ein Mikrofon darunter platziert.
Die Veröffentlichung war am 26. Dezember 1988. In den Vereinigten Staaten, Kanada, Australien, Neuseeland, Österreich und Spanien wurde der Pop-Rocksong ein Nummer-eins-Hit.
In der Columbo-Episode Wer zuletzt lacht … konnte man den Song hören.

## Musikvideo
Zum Lied erschienen zwei Musikvideos, eines produziert von Philippe Decouflé und das andere von Pedro Romhanyi. Im ersten bediente sich der Regisseur eines ähnlichen Stils wie schon in seinem Musikvideo zu New Orders True Faith; es enthält ebenso aufwendige Choreografien und Darsteller in Kostümen. So z. B. als Kissen, als Beetlejuice und andere tragen dieselben Kostüme auch, bloß nur mit Sonnenbrillen. Ebenso zu sehen zwei Karatekämpfer, die sich mit den Köpfen rammen. Dieses Video erhielt bei den MTV Video Music Awards im Jahr 1989 viele Nominierungen, darunter Bestes Video.

## Kommerzieller Erfolg

### Chartplatzierungen
| ChartsChartplatzierungen       | Höchstplatzierung | Wochen |
| ------------------------------ | ----------------- | ------ |
| Deutschland (GfK)              | 2 (23 Wo.)        | 23     |
| Österreich (Ö3)                | 1 (18 Wo.)        | 18     |
| Schweiz (IFPI)                 | 3 (18 Wo.)        | 18     |
| Vereinigte Staaten (Billboard) | 1 (23 Wo.)        | 23     |
| Vereinigtes Königreich (OCC)   | 5 (13 Wo.)        | 13     |

| ChartsJahrescharts (1989)      | Platzierung |
| ------------------------------ | ----------- |
| Deutschland (GfK)              | 8           |
| Österreich (Ö3)                | 1           |
| Schweiz (IFPI)                 | 7           |
| Vereinigte Staaten (Billboard) | 18          |

### Auszeichnungen für Musikverkäufe
| Land/Region                  | Auszeichnungen für Musikverkäufe (Land/Region, Auszeichnung, Verkäufe) | Verkäufe  |
| ---------------------------- | ---------------------------------------------------------------------- | --------- |
| Australien (ARIA)            | Platin                                                                 | 70.000    |
| Deutschland (BVMI)           | Gold                                                                   | 250.000   |
| Kanada (MC)                  | Gold                                                                   | 50.000    |
| Neuseeland (RMNZ)            | Platin                                                                 | 30.000    |
| Schweden (IFPI)              | Gold                                                                   | 25.000    |
| Spanien (Promusicae)         | Gold                                                                   | 30.000    |
| Vereinigte Staaten (RIAA)    | Platin                                                                 | 1.000.000 |
| Vereinigtes Königreich (BPI) | Gold                                                                   | 400.000   |
| Insgesamt                    | 5× Gold · 3× Platin ·                                                  | 1.855.000 |

## Coverversionen
- 1989: Weird Al Yankovic (She Drives Like Crazy)
- 1994: The Flying Pickets
- 1999: Tom Jones feat. Zucchero
- 2008: Dolly Parton (Drives Me Crazy)
- 2012: Sharon Van Etten